# 718
718（七百十八、七一八、ななひゃくじゅうはち）は自然数、また整数において、717の次で719の前の数である。

## 性質
- 718は合成数であり、約数は 1, 2, 359, 718 である。
  - 約数の和は1080。
- 218番目の半素数である。1つ前は717、次は721。
- 各位の和が16になる44番目の数である。1つ前は709、次は727。
- 718 = 32 + 152 + 222 = 92 + 142 + 212 = 132 + 152 + 182
  - 3つの平方数の和3通りで表せる104番目の数である。1つ前は716、次は723。(オンライン整数列大辞典の数列 A025323)
  - 異なる3つの平方数の和3通りで表せる78番目の数である。1つ前は707、次は728。(オンライン整数列大辞典の数列 A025341)
- 718 = 53 + 53 + 53 + 73
  - 4つの正の数の立方数の和で表せる194番目の数である。1つ前は714、次は721。(オンライン整数列大辞典の数列 A003327)
- n = 718 のとき n と n − 1 を並べた数を作ると素数になる。n と n − 1 を並べた数が素数になる76番目の数である。1つ前は712、次は724。(オンライン整数列大辞典の数列 A054211)

## その他 718 に関連すること
- 西暦718年
- 紀元前718年
- ポルシェ・718は、ドイツのメーカーポルシェのレーシングカー。
- ポルシェ・982の車名は、718ボクスター/718ケイマンである。
- G.718は、オーディオ用コーデック。
- ホノルル (USS Honolulu, SSN-718) は、アメリカ海軍のロサンゼルス級原子力潜水艦。